# Ідо Нетаньягу
Ідо Нетаньягу — ізраїльський письменник, драматург, лікар-ренгенолог. Брат Беньяміна Нетаньягу, син історика Бенціона Нетаньягу.
Кинув навчання в Корнелльському університеті, щоб узяти участь у Війні Судного дня (1973).
Автор п'єси «Хепі енд» про Голокост.